# Schizocythere kishinouyei
Schizocythere kishinouyei is een mosselkreeftjessoort uit de familie van de Cytheridae. De wetenschappelijke naam van de soort is voor het eerst geldig gepubliceerd in 1913 door Kajiyama.